# Čeněk Kottnauer
Čeněk Kottnauer, né le 24 février 1910 à Prague et mot le 14 février 1996 à Londres, est un maître d'échecs tchéco-britannique, ayant obtenu le titre de maître international en 1950.
Au début de sa carrière, il a terminé 11e-12e à Prague 1933 (Kautsky Memorial, Karel Opočenský a gagné), et a pris la 7e place à Prague 1939 (qualifications pré-olympiques, Jiří Pelikán a gagné).
Durant la Seconde Guerre mondiale, il a terminé 6e à Prague en 1942 (Alexander Alekhine et Klaus Junge ayant gagné), à égalité aux 7e et 8e places à Choceň en 1942, et a gagné à Zlin en 1943 (devant Jan Foltys). En mai 1944, il perd avec d'autres joueurs tchèques ( Luděk Pachman, Podgorny, Prucha...) un match d'entraînement de 8 parties contre Fedor Bogatyrchuk (+0 –7 =1) à Prague.
Après guerre, il prit la 13e place à Groningue en 1946 (victoire de Mikhaïl Botvinnik), a pris la 13e place à Moscou en 1947, a partagé la 2e place à Vienne en 1947 (victoire de Schlechter, victoire de László Szabó ), a pris la 3e place à Beverwijk en 1947 (victoire de Theo van Scheltinga). À partir de 1848, il prend la 4e place à Bad Gastein (victoire d'Erik Lundin), à égalité pour la 8e-9e place à Beverwijk (victoire de Lodewijk Prins ), puis il prit la 9e place à Venise en 1949, a pris la 10e place à Trenčianske Teplice en 1949 (victoire de Gideon Ståhlberg ), à égalité pour la 3e-6e place à Vienne en 1949, à égalité 9-10e avec Szczawno Zdrój en 1950 (Przepiórka Memorial), a pris la 17e place à Amsterdam 1950 ( Miguel Najdorf a gagné), et enfin a gagné à Lucerne 1953.
En 1953, il émigre au Royaume-Uni. Il a termine 5e-7e à égalité à Hastings 1959/60 (Svetozar Gligorić a gagné) et  pris la 11e place à Hastings 1968/69 (Vasily Smyslov ayant gagné).
Kottnauer a participé trois fois aux Olympiades d'échecs. Il a représenté la Tchécoslovaquie au quatrième échiquier à Helsinki 1952 (a remporté une médaille d'or individuelle, en ayant +10 –0 = 5), et l'Angleterre au premier échiquier à Tel Aviv 1964 et au deuxième échiquier à Lugano 1968.
Il a reçu le titre de Maître international en 1950 et le titre d'Arbitre international en 1951.